# Homo homini lupus

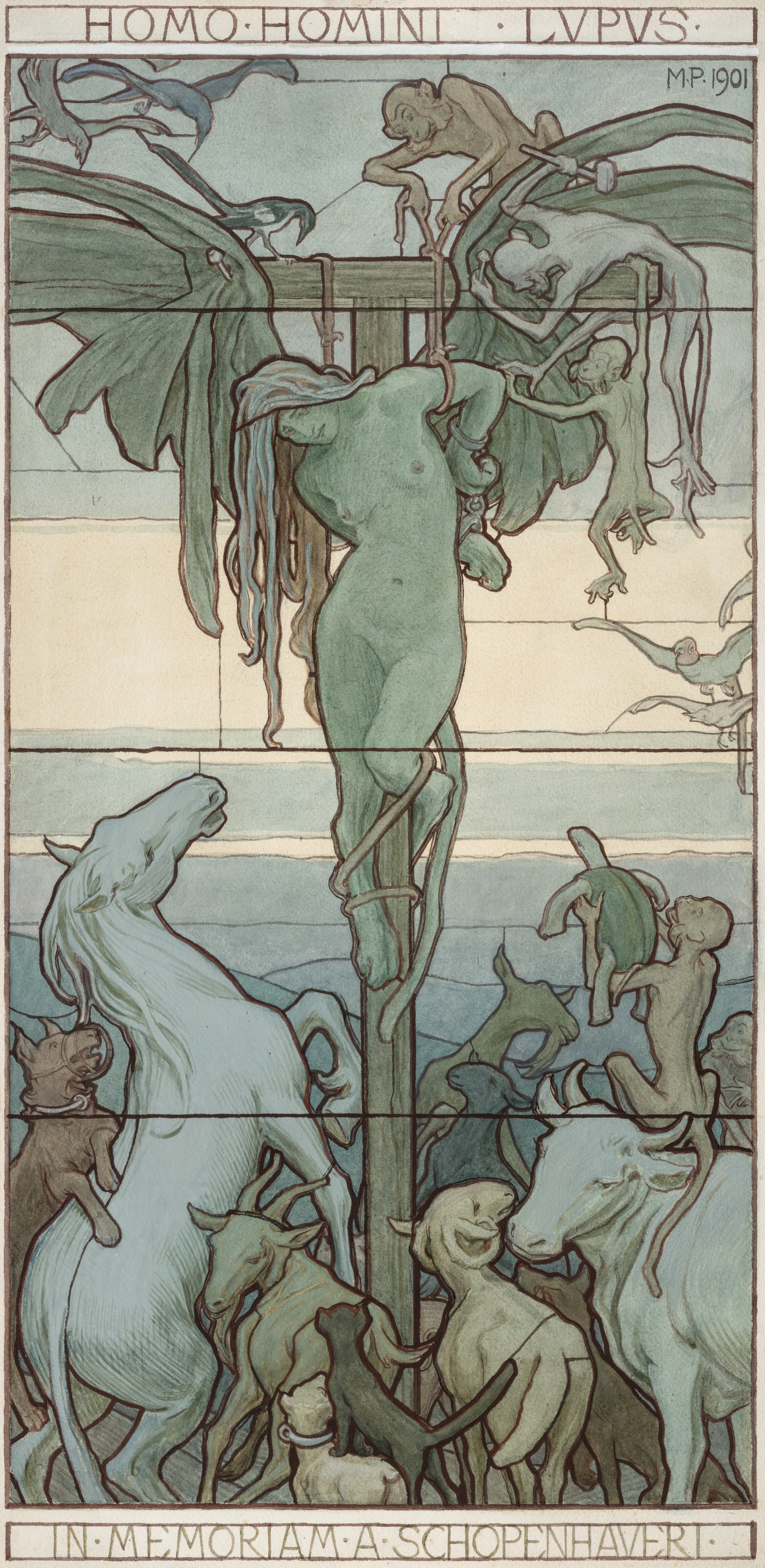
Maximilian Pirner pintó Homo homini lupus en 1901. Es una sátira alegórica, que muestra una figura alada, que representa la imaginación, siendo crucificada por monos ante una multitud de otras bestias.

Homo homini lupus es una locución latina de uso actual que significa ‘el hombre es el lobo del hombre’ o ‘el hombre es un lobo para el hombre’. Se cita con frecuencia cuando se hace referencia al origen individual, egoísta y violento del hombre. 

## Origen
Esta locución fue creada por el comediógrafo latino Plauto (254-184 a. C.) en su obra Asinaria, donde dice:

Lupus est homo homini, non homo, quom qualis sit non novit
Lobo es el hombre para el hombre, y no hombre, cuando desconoce quién es el otro

Gramaticalmente, está formada con el nominativo y dativo de homo, hominis (hombre), y el nominativo de lupus/lupi (lobo). Como contrapunto, Séneca el Joven escribió, en sus Epistulae morales ad Lucilium (en concreto, Epístula XCV, párrafo 33), "homo, sacra res homini",que se ha traducido como «el hombre es algo sagrado para el hombre».

## Popularización
Erasmo incluyó el proverbio en su Adagia, escribiendo la variación de Plauto, "Aquí se nos advierte que no nos confiemos a una persona desconocida, sino que tengamos cuidado con él como con un lobo".
Fue popularizada por Thomas Hobbes, filósofo inglés del siglo XVII, quién la adaptó en su obra De Cive. Se puede interpretar que en su escrito, Hobbes da por básico el egoísmo en el comportamiento humano, aunque la sociedad intenta corregir tal comportamiento favoreciendo la convivencia. El análisis que surge por medio del desarrollo de esta frase conduce a los principios explicados por Hobbes en su obra y serán de hecho los que para él justifican la necesidad de una monarquía absoluta.
Sigmund Freud estuvo de acuerdo con el proverbio, escribiendo en su Civilización y sus descontentos: "Los hombres no son criaturas amables, que quieren ser amadas, que a lo sumo pueden defenderse si son atacadas; son, por el contrario, criaturas entre cuyas dotes instintivas se debe contar con una parte poderosa de la agresividad. Como resultado, su prójimo es para ellos no sólo un ayudante potencial u objeto sexual, sino también alguien que los tienta a satisfacer su agresividad, a explotar su capacidad de trabajo sin compensación, utilizarlo sexualmente sin su consentimiento, apoderarse de sus bienes, humillarlo, causarle dolor, torturarlo y matarlo. Homo homini lupus. ¿Quién, frente a toda su experiencia de la vida y de la historia, tiene el coraje de disputar esta afirmación?"
El primatólogo y etólogo Frans de Waal no estuvo de acuerdo con el proverbio y escribió que "contiene dos fallas importantes. Primero, no hace justicia a los cánidos, que se encuentran entre los animales más sociables y cooperativos del planeta (Schleidt y Shalter 2003). Pero lo que es peor, el dicho niega la naturaleza inherentemente social de nuestra propia especie".
En respuesta a los disturbios de Johnson-Jeffries en los Estados Unidos en 1910, el activista sionista ruso Zeev Jabotinsky escribió sobre los paralelismos entre el racismo experimentado por los afroamericanos y el antisemitismo experimentado por los judíos europeos, en un artículo titulado "Homo Homini Lupus". El anarquista Bartolomeo Vanzetti, tras ser condenado por asesinato junto con Nicola Sacco, en 1927, dijo que su ejecución pendiente se convertiría en un emblema "de un pasado maldito en el que el hombre era lobo para el hombre".

## Evolución humana y selección natural
Desde la teoría evolutiva y en concreto la evolución humana, nuestra especie, el ser humano (Homo sapiens), comprendida dentro del reino Animalia (orden: Primates, familia: Hominidae, género: Homo, especie: Homo sapiens, subespecie: Homo sapiens sapiens), es un animal más de los que habita en el planeta Tierra que ha estado sujeto a la selección natural. La evolución humana (con numerosos hitos como la bipedestación y el lenguaje) habría permitido al homo sapiens la colonización de prácticamente todo el planeta, consiguiendo los recursos para su supervivencia de la naturaleza y de otras muchas especies. Sin embargo, y a pesar del éxito poblacional, seríamos, para algunos autores, el mayor peligro, la mayor amenaza para la vida en la tierra y para nuestra vida como individuos y nuestra supervivencia como especie. Así lo señalan el antropólogo Marvin Harris y el sociobiólogo Edward Osborne Wilson:

La especie humana es única en el reino animal, ya que no hay correspondencia entre su dotación anatómica hereditaria y sus medios de subsistencia y defensa. Somos la especie más peligrosa del mundo no porque tengamos los dientes más grandes, las garras más afiladas, los aguijones más venenosos o la piel más gruesa, sino porque sabemos cómo proveernos de instrumentos y armas mortíferas que cumplen la función de dientes, garras, aguijones y piel con más eficacia que cualquier simple mecanismo anatómico. Nuestra forma principal de adaptación biológica es la cultura, no la anatomía.
Marvin Harris

La diversidad terrestre... se reduce a paso acelerado por efecto de la destrucción de hábitats naturales, destrucción que incluye el deterioro actual debido al recalentamiento del clima. También hay deterioro por la propagación de especies invasoras, por la contaminación ambiental y la sobreexplotación. Si no conseguimos reducir esos fenómenos causados por el hombre podría suceder que a finales del presente siglo XXI hayamos perdido la mitad de las especies vegetales y animales de la Tierra.
Edward Osborne Wilson